# Fromage en grains

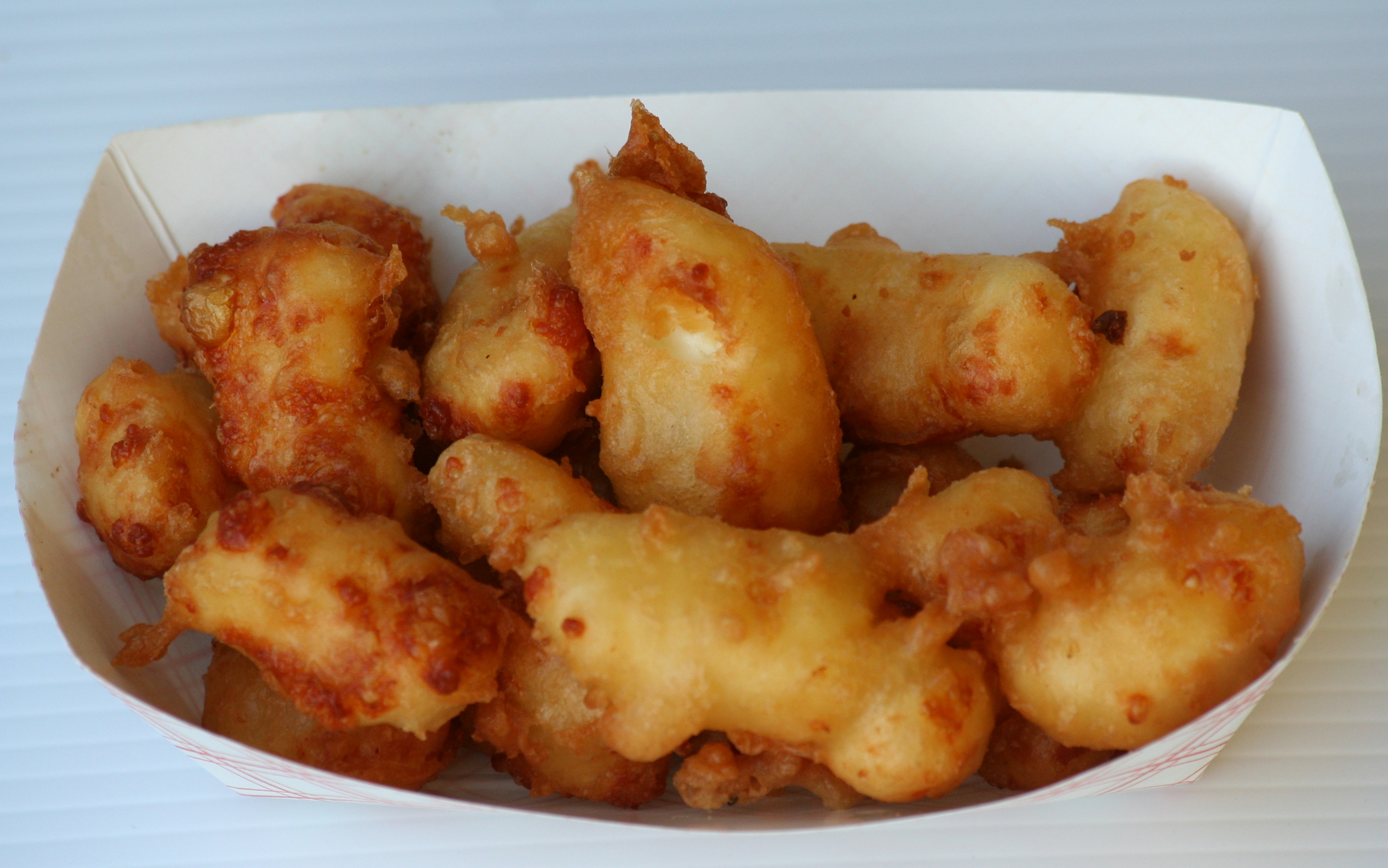
Beignets de fromage en grains.

Le fromage en grains, aussi appelé familièrement fromage en crottes, est un fromage cheddar caillé frais, originaire du Québec. C'est un ingrédient essentiel de la poutine. Il s'agit simplement d'un fromage cheddar qui n'a pas subi de pressage. Ce fromage est à son meilleur frais du jour, alors qu'il n'a pas été réfrigéré. Lorsqu'il est réfrigéré ou congelé, il perd sa texture ferme au goût texturé, il s'affermit et change beaucoup de goût. Ce fromage est aussi produit dans les autres provinces du Canada et au nord-est des États-Unis.
Il est aussi appelé fromage « en crotte » ou plus souvent fromage « couic-couic » ou (skouic-skouic ou shouic-shouic), par évocation, selon la croyance populaire, du bruit que ce fromage fait sous la dent, mais le nom provient en fait de l'anglais squeak, qui signifie « grincer »[réf. nécessaire].

## Origine
On situe les origines de ce fromage dans la région Centre-du-Québec vers 1960. Plus précisément par la Fromagerie Princesse lors d'essais de nouveaux procédés de transformation. Il y avait à cette époque d'énormes surplus de lait en provenance des fermes, ce qui satura les usines de transformation. Les nombreuses laiteries de la région voulurent trouver une solution pour écouler les stocks vendus à perte. Elles développèrent une nouvelle variété de fromage, le fromage en grains. Facile et rapide à préparer, ce fromage devint rapidement très populaire. Le métier de fromager ambulant fut créé un peu plus tard, ce qui perpétua la tradition d'écouler ses surplus de lait en fabriquant du fromage en grains.

## Légende
Une légende situerait les origines du fromage en grains vers 1760. Les colons européens auraient voulu apprendre aux autochtones Abénakis à faire du fromage. Ceux-ci ayant manqué la recette, obtinrent un fromage émietté, semblable au fromage en grains actuel.